# Elecciones municipales de 2015 en Lanzarote
El 24 de mayo de 2015 se celebraron elecciones municipales en los 7 municipios de la isla canaria de Lanzarote. Ese día también se celebraron elecciones al Cabildo de Lanzarote y al Parlamento de Canarias.

## Resumen de alcaldías
| Municipio     | Con | 2015                          | 2016                          | 2017                      | 2018                      | 2019                      |
| ------------- | --- | ----------------------------- | ----------------------------- | ------------------------- | ------------------------- | ------------------------- |
| Arrecife      | 25  | José Montelongo (PSOE-CC-PIL) | José Montelongo (PSOE-CC-PIL) | Eva de Anta (PSOE-CC-PIL) | Eva de Anta (PSOE-CC-PIL) | Eva de Anta (PSOE-CC-PIL) |
| Teguise       | 21  | Oswaldo Betancort (CC)        | Oswaldo Betancort (CC)        | Oswaldo Betancort (CC)    | Oswaldo Betancort (CC)    | Oswaldo Betancort (CC)    |
| Tías          | 21  | Pancho Hernández (PP-CC)      | Pancho Hernández (PP-CC)      | Pancho Hernández (PP-CC)  | Pancho Hernández (PP-CC)  | Pancho Hernández (PP-CC)  |
| San Bartolomé | 17  | Dolores Corujo (PSOE-CC)      | Dolores Corujo (PSOE-CC)      | Dolores Corujo (PSOE-CC)  | Dolores Corujo (PSOE-CC)  | Dolores Corujo (PSOE-CC)  |
| Yaiza         | 17  | Gladys Acuña (UPY-PIL)        | Gladys Acuña (UPY-PIL)        | Gladys Acuña (UPY-PIL)    | Óscar Noda (UPY-PIL)      | Óscar Noda (UPY-PIL)      |
| Tinajo        | 13  | Jesús Machín (CC)             | Jesús Machín (CC)             | Jesús Machín (CC)         | Jesús Machín (CC)         | Jesús Machín (CC)         |
| Haría         | 11  | Marciano Acuña (CC-Somos)     | Marciano Acuña (CC-Somos)     | Marciano Acuña (CC-Somos) | Marciano Acuña (CC-Somos) | Marciano Acuña (CC-Somos) |

## Resultados
| ← Elecciones municipales de 2015 en Lanzarote → | ← Elecciones municipales de 2015 en Lanzarote → | ← Elecciones municipales de 2015 en Lanzarote → | ← Elecciones municipales de 2015 en Lanzarote → | ← Elecciones municipales de 2015 en Lanzarote → | ← Elecciones municipales de 2015 en Lanzarote → |
| Municipio                                       | Municipio                                       | Partido                                         | Votos                                           | %                                               | Concejales                                      |
| ----------------------------------------------- | ----------------------------------------------- | ----------------------------------------------- | ----------------------------------------------- | ----------------------------------------------- | ----------------------------------------------- |
|                                                 | Arrecife 25 concejales                          | PSOE                                            | 3450                                            | 19,59 %                                         | 6                                               |
| CC-PNC                                          | Arrecife 25 concejales                          | 3046                                            | 17,30 %                                         | 5                                               |                                                 |
| PP                                              | Arrecife 25 concejales                          | 2687                                            | 15,26 %                                         | 5                                               |                                                 |
| SOMOSLAN                                        | Arrecife 25 concejales                          | 1769                                            | 10,05 %                                         | 3                                               |                                                 |
| PIL                                             | Arrecife 25 concejales                          | 1575                                            | 8,94 %                                          | 2                                               |                                                 |
| GL                                              | Arrecife 25 concejales                          | 1559                                            | 8,85 %                                          | 2                                               |                                                 |
| C's                                             | Arrecife 25 concejales                          | 1055                                            | 5,99 %                                          | 2                                               |                                                 |
|                                                 | Haría 11 concejales                             | CC-PNC                                          | 1049                                            | 39,47 %                                         | 5                                               |
| PMH                                             | Haría 11 concejales                             | 476                                             | 17,91 %                                         | 2                                               |                                                 |
| SOMOSLAN                                        | Haría 11 concejales                             | 422                                             | 15,88 %                                         | 2                                               |                                                 |
| PSOE                                            | Haría 11 concejales                             | 348                                             | 13,09 %                                         | 1                                               |                                                 |
| PIL                                             | Haría 11 concejales                             | 242                                             | 9,1 %                                           | 1                                               |                                                 |
|                                                 | San Bartolomé 17 concejales                     | PSOE                                            | 2110                                            | 33,03 %                                         | 6                                               |
| PP                                              | San Bartolomé 17 concejales                     | 863                                             | 13,51 %                                         | 2                                               |                                                 |
| PVPS                                            | San Bartolomé 17 concejales                     | 665                                             | 10,41 %                                         | 2                                               |                                                 |
| SOMOSLAN                                        | San Bartolomé 17 concejales                     | 648                                             | 10,14 %                                         | 2                                               |                                                 |
| CC-PNC                                          | San Bartolomé 17 concejales                     | 613                                             | 9,59 %                                          | 2                                               |                                                 |
| IUC-LV-Unidad del pueblo-Alter                  | San Bartolomé 17 concejales                     | 497                                             | 7,78 %                                          | 1                                               |                                                 |
| VSB                                             | San Bartolomé 17 concejales                     | 497                                             | 7,78 %                                          | 1                                               |                                                 |
| PIL                                             | San Bartolomé 17 concejales                     | 339                                             | 5,31 %                                          | 1                                               |                                                 |
|                                                 | Teguise 21 concejales                           | CC                                              | 4200                                            | 52,88 %                                         | 12                                              |
| PSOE                                            | Teguise 21 concejales                           | 993                                             | 12,50 %                                         | 3                                               |                                                 |
| SOMOSLAN                                        | Teguise 21 concejales                           | 758                                             | 9,54 %                                          | 2                                               |                                                 |
| PIL                                             | Teguise 21 concejales                           | 656                                             | 8,26 %                                          | 2                                               |                                                 |
| PP                                              | Teguise 21 concejales                           | 509                                             | 6,41 %                                          | 1                                               |                                                 |
| IUC-LV-Unidad del pueblo-Alter                  | Teguise 21 concejales                           | 456                                             | 5,74 %                                          | 1                                               |                                                 |
|                                                 | Tías 17 concejales                              | PP                                              | 2174                                            | 40,64 %                                         | 8                                               |
| PSOE                                            | Tías 17 concejales                              | 1141                                            | 21,33 %                                         | 4                                               |                                                 |
| NC                                              | Tías 17 concejales                              | 587                                             | 10,97 %                                         | 2                                               |                                                 |
| GL                                              | Tías 17 concejales                              | 393                                             | 7,35 %                                          | 1                                               |                                                 |
| SB                                              | Tías 17 concejales                              | 315                                             | 5,89 %                                          | 1                                               |                                                 |
| CC-PNC                                          | Tías 17 concejales                              | 283                                             | 5,29 %                                          | 1                                               |                                                 |
|                                                 | Tinajo 13 concejales                            | CC-PNC                                          | 1387                                            | 55,11 %                                         | 8                                               |
| PSOE                                            | Tinajo 13 concejales                            | 537                                             | 21,33 %                                         | 3                                               |                                                 |
| NC                                              | Tinajo 13 concejales                            | 262                                             | 10,41 %                                         | 1                                               |                                                 |
| PP                                              | Tinajo 13 concejales                            | 241                                             | 9,57 %                                          | 1                                               |                                                 |
|                                                 | Yaiza 17 concejales                             | UPY                                             | 1478                                            | 38,31 %                                         | 8                                               |
| CC-PNC                                          | Yaiza 17 concejales                             | 933                                             | 24,18 %                                         | 5                                               |                                                 |
| SB                                              | Yaiza 17 concejales                             | 263                                             | 6,82 %                                          | 1                                               |                                                 |
| GL                                              | Yaiza 17 concejales                             | 260                                             | 6,74 %                                          | 1                                               |                                                 |
| PSOE                                            | Yaiza 17 concejales                             | 240                                             | 6,22 %                                          | 1                                               |                                                 |
| PIL                                             | Yaiza 17 concejales                             | 220                                             | 5,70 %                                          | 1                                               |                                                 |